# Peter Ustinov
Sir Peter Ustinov, ook bekend als Peter Alexander baron von Ustinov (Londen, 16 april 1921 – Genolier, 28 maart 2004), was een Brits acteur, schrijver en dramaticus, causeur en conferencier.

## Biografie
Ustinov werd geboren als kind van een Russisch-Duitse vader, Jona Ustinov, en een Franse moeder, Nadia Benois (1896-1974). Hij ging naar de Westminster School (1934-1937) en studeerde daarna aan de London Theatre Studio (1937-1939).
Hij debuteerde in 1938 op het toneel en maakte al snel naam als acteur. Na zijn militaire dienst tijdens de Tweede Wereldoorlog breidde hij zijn werkzaamheden uit tot schrijven. Zijn eerste succes op dit gebied beleefde hij in 1951 met The Love of Four Colonels. Zijn carrière als dramaticus verliep parallel met zijn acteerwerk. Zijn bekendste werk was Romanoff and Juliet uit 1956.
Tot zijn bekendere filmrollen behoren Kapitein Vere in Billy Budd (1962), Lentulus Batiatus in Spartacus (1960) en ook vertolkte hij in zes films de rol van meesterdetective Hercule Poirot in de gelijknamige filmserie naar de boeken van Agatha Christie. Dit deed hij voor het eerst in Death on the Nile (1978).
In 1977 publiceerde hij zijn autobiografie Dear Me die zeer goed ontvangen werd. In 1990 verscheen The Old Man and Mr. Smith (Nederlandse uitgave: De oude man en meneer Smith. Een fabel, 1992).
Ustinov wa ook een stemacteur. Hij vertolkte in Walt Disneys film Robin Hood de stem voor de rol van Prins John. Hij was ook de stem van Doctor Snuggles.
Tijdens zijn carrière zou hij twee Oscars voor beste mannelijke bijrol krijgen: in 1960 voor zijn rol in Spartacus en vier jaar later voor zijn rol in Topkapi. Hij werd ook tweemaal genomineerd voor de bijrol van Keizer Nero in Quo Vadis en voor het script van de film Hot Millions uit 1968.
Miklós Rózsa, componist en vriend, heeft zijn String Quartet no 1, Op. 22 (1950) opgedragen aan Ustinov.
Ustinov sprak vloeiend Engels, Frans, Duits, Italiaans, Russisch en Spaans. Daarnaast sprak hij enig Turks en modern Grieks. Hij was zelfs enige woorden Nederlands machtig, die hij graag etaleerde als hij op de Nederlandse televisie verscheen.

Hij werd in 1990 geridderd door Koningin Elizabeth II.

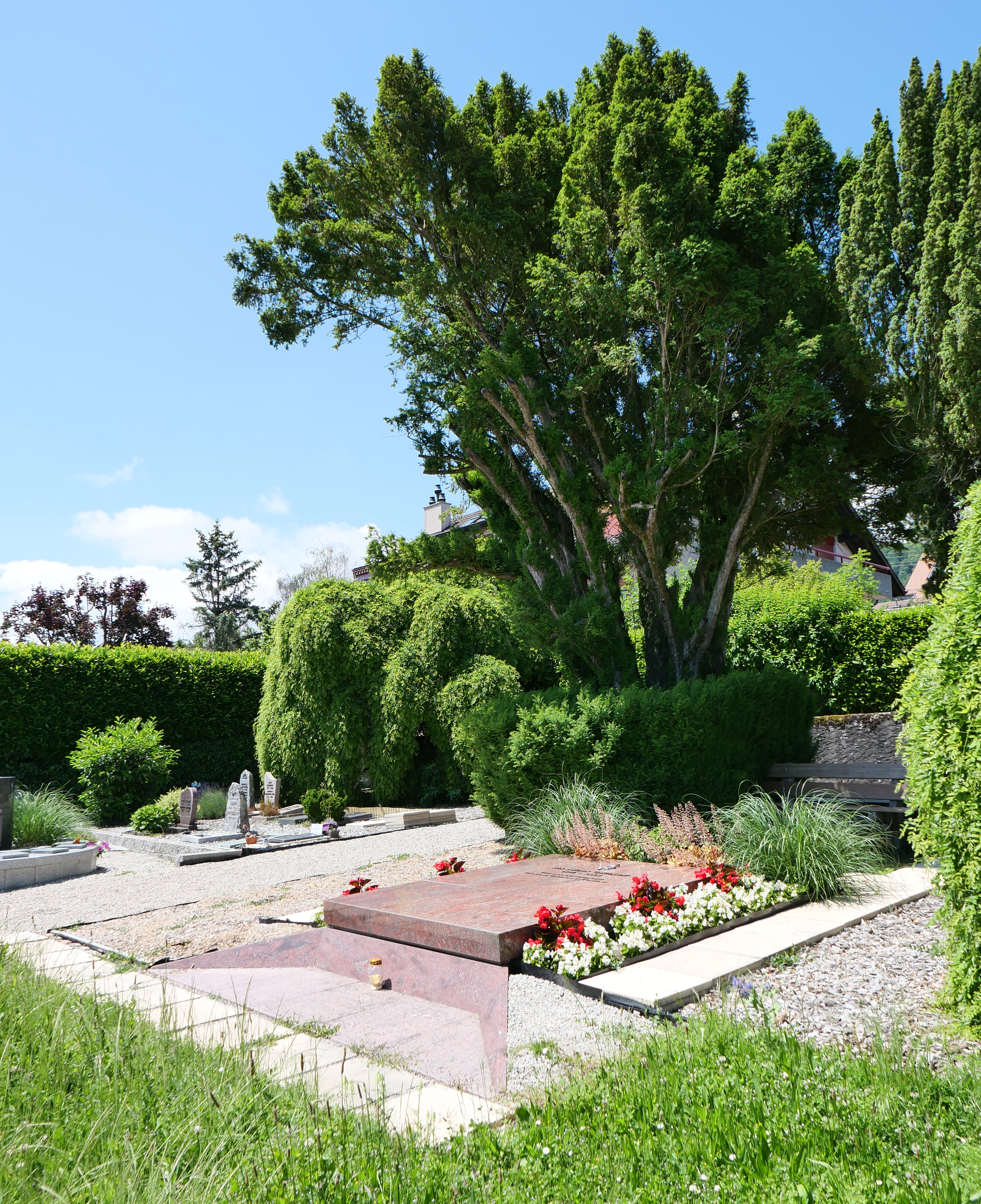
Het graf in 2024.

In 2002 kwam Sir Peter Ustinov op UNICEF-missie naar Berlijn om voor de eerste maal de cirkel te bekijken van de United Buddy Bears, die voor een vreedzamere wereld tussen naties, culturen en religies werven. Ustinov zette zich ervoor in dat in de cirkel van zo'n 140 beren ook Irak was vertegenwoordigd. In 2003 opende hij als beschermheer de tweede tentoonstelling van de United Buddy Bears in Berlijn.
In 1984 was hij ongewild getuige van de moord op India's premier Indira Gandhi. Ze zou door Ustinov geïnterviewd worden voor een documentaire op de Ierse televisie, maar onderweg werd ze door haar twee lijfwachten vermoord.
In 1976 was hij te gast in een aflevering van The Muppet Show.

Zijn laatste rustplaats vond hij op de begraafplaats van Bursins in het Zwitserse kanton Vaud. Zijn grafplaat draagt de inscriptie:
« SIR PETER USTINOV
1921-2004
Writer-Actor-Humanist

Musicien-Membre de l'Institut »

## Privé
Ustinov was driemaal getrouwd:
- Met de Britse actrice Isolde Denham (1920–1987), van 1940 tot 1950. Ze hadden een dochter, Tamara Ustinov.
- Met de Canadese filmactrice Suzanne Cloutier (1927-2003), van 1954 tot 1971. Ze hadden drie kinderen: Pavla, Andrea en Igor Ustinov.
- Met de Franse journaliste Hélène du Lau d'Allemans (1926-2014), van 1972 tot aan zijn overlijden.

## Filmografie (selectie)

### Acteur
- 1942: One of Our Aircraft Is Missing (Michael Powell en Emeric Pressburger)
- 1942: The Goose Steps Out (Will Hay en Basil Dearden)
- 1943: The New Lot (Carol Reed)
- 1944: The Way Ahead (Carol Reed)
- 1946: Carnival (Stanley Haynes)
- 1949: Private Angelo (Peter Ustinov en Michael Anderson)
- 1950: Odette (Herbert Wilcox)
- 1951: Hotel Sahara (Ken Annakin)
- 1951: Quo Vadis (Mervyn LeRoy)
- 1954: The Egyptian (Michael Curtiz)
- 1954: Beau Brummell (Curtis Bernhardt)
- 1955: We're No Angels (Michael Curtiz)
- 1955: Lola Montès (Max Ophüls)
- 1956: I girovaghi (Hugo Fregonese)
- 1957: Les Espions (Henri-Georges Clouzot)
- 1957: An Angel Passed Over Brooklyn (Ladislao Vajda)
- 1960: Spartacus (Stanley Kubrick)
- 1960: The Sundowners (Fred Zinnemann)
- 1961: Romanoff and Juliet (Peter Ustinov)
- 1962: Billy Budd (Peter Ustinov)
- 1964: Topkapi (Jules Dassin)
- 1965: John Goldfarb, Please Come Home! (J. Lee Thompson)
- 1965: Lady L (Peter Ustinov)
- 1967: The Comedians (Peter Glenville)
- 1968: Blackbeard's Ghost (Robert Stevenson)
- 1968: Hot Millions (Eric Till) (screenwriter)
- 1969: Viva Max! (Jerry Paris)
- 1972: Hammersmith Is Out (Peter Ustinov)
- 1975: One of Our Dinosaurs Is Missing (Robert Stevenson)
- 1976: Logan's Run (Michael Anderson)
- 1976: Treasure of Matecumbe (Vincent McEveety)
- 1977: Jesus of Nazareth (Franco Zeffirelli)
- 1977: Un taxi mauve (Yves Boisset)
- 1977: The Last Remake of Beau Geste (Marty Feldman)
- 1977: Doppio Delitto (Steno)
- 1978: Death on the Nile (John Guillermin)
- 1978: Thief of Baghdad (Clive Donner)
- 1979: Ashanti (Richard Fleischer)
- 1979: Nous maigrirons ensemble (Michel Vocoret)
- 1981: Charlie Chan and the Curse of the Dragon Queen (Clive Donner)
- 1981: The Great Muppet Caper (Jim Henson)
- 1982: Evil Under the Sun (Guy Hamilton)
- 1984: Memed My Hawk (Peter Ustinov)
- 1988: Appointment with Death (Michael Winner)
- 1989: La Révolution française (deel 1: Les Années lumière) (Robert Enrico)
- 1990: There Was a Castle with Forty Dogs (Duccio Tessari)
- 1992: Lorenzo's Oil (George Miller)
- 1998: Stiff Upper Lips (Gary Sinyor)
- 1999: The Bachelor (Gary Sinyor)
- 2001: Stanley Kubrick: A Life in Pictures (Jan Harlan) (documentaire)
- 2003: Luther (Eric Till)

### Regisseur en scenarist
- 1946: School for Secrets
- 1948: Vice Versa
- 1949: Private Angelo (regie met Michael Anderson)
- 1961: Romanoff and Juliet
- 1962: Billy Budd
- 1965: Lady L
- 1972: Hammersmith Is Out (geen scenarioschrijver)
- 1984: Memed My Hawk

### Enkel scenarioschrijver
- 1944: The Way Ahead (Carol Reed)
- 1946: Carnival (Stanley Haynes)
- 1968: Hot Millions (Eric Till)

## Boekpublicaties
- 1945: The Banbury nose; toneelstuk
- 1950: Plays about people; toneelstuk
- 1951: The Love of Four Colonels
- 1959: Add a dash of pity
  - Vertaald als Fataal bevel, en andere verhalen
- 1959: God and the State Railways
  - Vertaald als God en de grote treinstaking
- 1960: The Loser
  - Vertaald als Als Alles in Scherven Valt en De verliezer
- 1961: We were only human
- 1962: Photo finish
- 1968: Halfway up the Tree
- 1968: The unknown soldier and his wife
- 1971: Krumnagel
- 1977: Dear Me
- 1987: Ustinov in Russia
- 1989: The Disinformer: Two Novellas
  - Vertaald als De ontregelaar
- 1990: The Old Man and Mr. Smith
  - Vertaald als De Oude Man en Meneer Smith
- 1998: Monsieur René

## Voetnoten
1. ↑  International Dictionary of Films and Filmmakers, Volume 3: Actors and Actresses, 4th ed. St. James Press, 2000.
2. ↑  "Peter Ustinov." Newsmakers, Issue 3. Thomson Gale, 2005

- Bibsys: 90071327
- Biblioteca Nacional de España: XX992961
- Bibliothèque nationale de France: cb11927370z (data)
- Catàleg d'autoritats de noms i títols de Catalunya: 981058519185606706
- CiNii: DA05055575
- Gemeinsame Normdatei: 118625705
- International Standard Name Identifier: 0000 0001 0923 4100
- Library of Congress Control Number: n50046512
- Nationale Bibliotheek van Letland: 000222379
- MusicBrainz: d1d9b600-8b8e-4cec-932e-c119d2708191
- Bibliotheek van het Japanse parlement: 00526931
- Nationale Bibliotheek van Tsjechië: jn19990008711
- Nationale bibliotheek van Australië: 35574337
- Nationale Bibliotheek van Israël: 987007275796105171
- Nationale Bibliotheek van Polen: a0000001179958
- Nationale en Universitaire bibliotheek Zagreb: 000054135
- Nederlandse Thesaurus van Auteursnamen: 069551464
- Réseau des bibliothèques de Suisse occidentale: 02-A003923554
- Istituto Centrale per il Catalogo Unico: CFIV115422
- LIBRIS: 291997
- SNAC: w6t18pfr
- Système universitaire de documentation: 027172996
- Museum of New Zealand Te Papa Tongarewa: 63479
- Trove: 1000837
- Virtual International Authority File: 98273667
- WorldCat: E39PBJvhvQF4x6Td8rvQkC8Qv3